# ماركوس ديل روزاريو فيديريكو
ماركوس ديل روزاريو فيديريكو Errazuriz Zañartu (بالإسبانية: Federico Errázuriz Zañartu) (و. 1825 – 1877 م) هو سياسي، محام من تشيلي ولد في سانتياغو.

## التعليم
تعلم في جامعة تشيلي.